# Sobotín
Obec Sobotín (německy Zöptau) se nachází v okrese Šumperk v Olomouckém kraji. Žije zde přibližně 1 100 obyvatel.

## Historie
První písemná zmínka o obci pochází z roku 1351. Historie Sobotína je obdobně jako většina okolních obcí spjata s těžbou železné rudy. Tu zde těžili a místní okolí také kolonizovali losinští Žerotínové. Sobotínský kostel svatého Vavřince se v 17. století stal zahajovacím místem nechvalně známých čarodějnických procesů na losinském panství. Stařena z Vernířovic tehdy vyňala z úst hostii, aby ji uschovala pro nemocnou krávu. Nestalo se tak beze svědků a první obžaloba byla na světě.

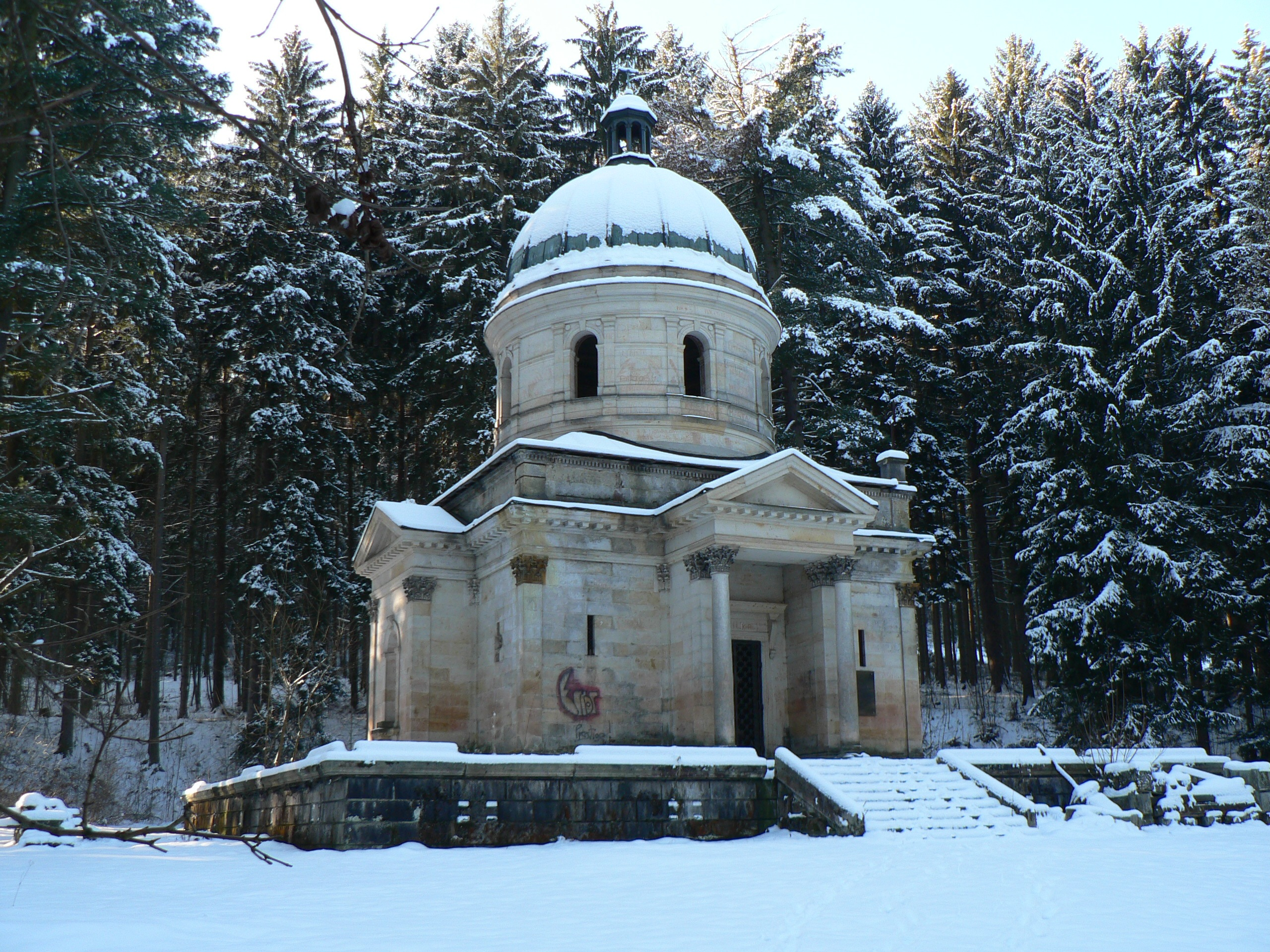
Mauzoleum rodiny Kleinů

V 19. století se Sobotín stává důležitým centrem průmyslové revoluce. Výstavbou hraběte Mitrovského (majitele panství Loučná) zde vzniká velký podnik na zpracování železa. V jeho rozvoji pak pokračuje podnikatelský klan bratří Kleinů (Gebrüder Klein), kteří se vypracovali z obyčejných vesničanů na jedny z nejvlivnějších magnátů tehdejší monarchie, což jim i vyneslo povýšení do šlechtického stavu s predikátem „von Wiesenberg“ (z Loučné). Po smrti hraběte Mitrovského koupili panství Loučná, do něhož spadaly i sobotínské železárny, které pak s přispěním profesora Riepla rozšířili a zapojili do systému svého podnikání. To stálo ve velké míře na stavbě železnic a ještě dnes jméno Sobotín lze spatřit na kolejnicích několika tratí.
Albrecht Klein přebudoval někdejší zbrojovku na zámek, čímž nastalo rozdělení Kleinů na Loučenskou a Sobotínskou větev. Nutno podotknout, že Sobotínsko - Štěpánovské železárny a strojírny, patřily jak kvalitou, tak kvantitou, mezi nejdůležitější podniky své doby. Rozmach podniku Kleinů však stál převážně na schopnostech jednotlivců první generace. Následující pokolení se již jen soustředilo na udržování dříve nabytého majetku a první republikou tak skončila většina jejich podnikatelských aktivit. Vzhledem k zanedbání nutnosti přizpůsobení se novým technologiím zůstal jejich sobotínský podnik nevyužit a tradice železářské výroby tak zde má jen nepatrného a nepřímého dědice v podniku Velamos. Po druhé světové válce byli Kleinové spolu s velkou částí místních obyvatel kvůli své příslušnosti k německé národnosti donuceni opustit Československo a do Sobotína se přistěhovalo mnoho nových obyvatel.
Po Kleinech zde zůstaly některé stavby příslušející k zaniklému podniku, dále pak zámek – dnes sloužící jako hotel a v neposlední řadě mauzoleum. To bylo v poválečných letech těžce poničeno.

## Osobnosti
- Maria Paschalis Jahnová (1916–1945) – řeholnice kongregace šedých alžbětinek, zavražděná v Sobotíně[5]

## Pamětihodnosti

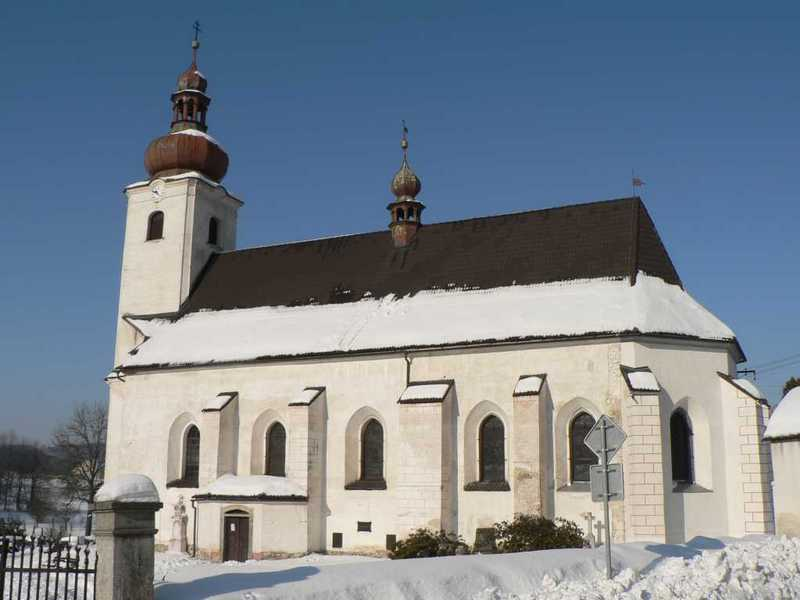
Kostel sv. Vavřince v Sobotíně

V katastru obce jsou evidovány tyto kulturní památky:
- Kostel svatého Vavřince – renesanční jednolodní kostel z roku 1605, upravený v roce 1780 a 1792 (přístavba věže), opraven v roce 1845; k areálu patří dále:
  - ohradní zeď – z konce 18. století, se třemi vestavěnými edikulami a klasicistní kostnicí s márnicí v obvodu zdi
  - kříž – kamenická práce, datovaná do roku 1821
- Sousoší Kalvárie (v zahradě čp. 40) – kamenická práce z roku 1818
- Mauzoleum rodiny Kleinů – historizující architektura z roku 1881, opravená v letech 1926–1928, dílo architekta W. S. Baumheyera z Vídně, renovace podle návrhu Ericha Geschopfa z Vídně stavitelem E. Othem, restaurace maleb U. Weith; k areálu patří dále:
  - ohradní zeď se vstupní branou – realizace stavitel Josef Bayer ze Šumperka
  - park – přírodně krajinářský, založený v roce 1880

Další, památkově nechráněné objekty:
- Zámek – vznikl přestavbou někdejší Eisenbachovy zbrojovky ve čtyřicátých letech 19. století v romantizujícím historickém pojetí.
  - Zámek i přilehlá restaurace Koliba byly zakoupeny panem Hrochem ze Šumperska (2012) a fungují dnes opět jako hotel.
- Také v roce 2011 byla opravena mýtná budova, která sloužila k vybírání mýtného při přejezdu řeky.
- Kamenný silniční most

## Části obce
- Sobotín
- Klepáčov
- Rudoltice

Od 1. července 1975 do 31. prosince 1993 k obci patřily i Vernířovice a od 1. ledna 1980 do 31. prosince 2009 také Petrov nad Desnou a Terezín.